# Pablo Cuevas
Pour les articles homonymes, voir Cuevas.
Pablo Cuevas, né le 1er janvier 1986 à Concordia (Argentine), est un joueur de tennis professionnel uruguayen depuis 2004.

## Carrière
Il a remporté 14 titres Challenger en simple : Tunica Resorts, Schéveningue et Lima en 2007, Naples et Montevideo en 2009, Szczecin en 2010, Buenos Aires en 2013 et Barranquilla, Mestre, Guayaquil et Montevideo en 2014, Montevideo en 2017 et Tunis et Aix-en-Provence en 2019.
Il est par ailleurs le principal joueur de l'équipe d'Uruguay de Coupe Davis.
La meilleure performance de sa carrière est sa victoire au tournoi de Roland-Garros 2008 en double avec le Péruvien Luis Horna. Ils ont battu les têtes de série no 1, les frères Bob et Mike Bryan en quart de finale (6-3, 5-7, 7-61) puis les numéros 2 Daniel Nestor et Nenad Zimonjić en finale (6-2, 6-3). C'est la première victoire dans un Grand Chelem pour les deux Sud-Américains, alors classés au 50e et au 43e rang au classement du double.
En 2014 en simple, il s'impose à Båstad alors qu'il entre dans le tableau final avec un classement protégé. Il bat la tête de série no 6 Jérémy Chardy au premier tour, puis en demi-finale Fernando Verdasco tête de série no 3 (7-66, 6-3). En finale, il bat facilement la tête de série no 5 João Sousa (6-2, 6-1) et s'adjuge son premier titre en carrière à 28 ans alors qu'il est classé 111e mondial. La semaine suivante, à Umag, il se qualifie pour le tableau final et bat notamment Andreas Seppi en deux manches mais surtout la tête de série no 1 Fabio Fognini (6-3, 6-4) pour signer une nouvelle finale. Il vainc facilement Tommy Robredo tête de série no 2 (6-3, 6-4), pour s'offrir son deuxième titre.
En 2015, à São Paulo il s'adjuge son troisième titre en tant que tête de série no 5. Il y bat Nicolás Almagro en trois manches, Santiago Giraldo et en finale le qualifié italien Luca Vanni en trois manches dans un match compliqué. Après ce 3e titre, il atteint son meilleur classement en simple avec le 21e rang mondial. En avril à Istanbul, il se hisse jusqu'en finale en battant Thomaz Bellucci et le 11e mondial Grigor Dimitrov en deux manches, mais perd face à Roger Federer dans un dernier set toutefois très serré (3-6, 611-7). À Rome, associé à David Marrero, ils battent les têtes de séries no 6 et no 3, avant de s'imposer en finale face à la paire no 5 du tournoi Marcel Granollers et Marc López (6-4, 7-5) en 1 h 31. Ils s'adjugent leur premier Masters 1000 en double.
Ensuite à Roland-Garros, en tant que tête de série no 21, il bat au premier tour Sam Groth en quatre manches, puis Dominic Thiem (7-67, 7-5, 65-7, 7-5) dans un match tendu. Au troisième tour, il tient tête à Gaël Monfils en menant 2 manches à une et 4-1 double break dans la quatrième, avant de perdre pied (6-4, 61-7, 6-3, 4-6, 3-6) et de laisser son adversaire revenir pour gagner le match, manquant l'opportunité d'affronter Roger Federer en huitième de finale.
Sur dur à l'ATP 500 de Pékin, il bat le 5e mondial Tomáš Berdych (6-4, 6-4) d'entrée de tournoi, ce dernier ne convertissant aucune de ses 6 balles de break. Puis il bat au second tour le grand serveur croate et 18e mondial Ivo Karlović, en deux tie-break pour se qualifier pour les quarts de finale, mais perd en trois manches contre Fabio Fognini.

### 2016 - Entrée dans le top 20 et deux titres
En février, il remporte le tournoi ATP 500 de Rio de Janeiro, son trophée le plus prestigieux en individuel. Alors 45e joueur mondial avant le tournoi, il bat notamment Federico Delbonis (6-4, 7-64) en quart de finale, mais surtout le no 5 mondial Rafael Nadal en demi-finale, contre qui il gagne pour la première fois (66-7, 7-63, 6-4) au terme d'un match de près de trois heures et demie, signant ainsi la plus belle victoire de sa carrière,. En finale, il bat l'Argentin Guido Pella 71e mondial après 2 h 16 de match (6-4, 65-7, 6-4), qui disputait sa première finale sur le circuit ATP. Grâce à cette victoire il revient dans le top 30, à la 27e place. La semaine suivante à São Paulo, il remporte son deuxième titre consécutif en battant des adversaires plus à sa portée, notamment Dušan Lajović en demie et l'Espagnol Pablo Carreño-Busta en finale, le tout en deux sets.
Au Masters de Madrid, il vainc Philipp Kohlschreiber (6-3, 3-6, 7-65), et le Français Gaël Monfils tête de série no 13 (65-7, 6-3, 7-64) dans deux matchs à forte intensité, lui permettant de se qualifier pour la première fois en huitièmes d'un Masters 1000. Il réalise encore un grand match en trois sets contre Nick Kyrgios, mais perd cette fois-ci. Ensuite à Roland-Garros, il atteint encore une fois le troisième tour en battant assez difficilement le qualifié Tobias Kamke et Quentin Halys, avant de perdre en quatre manches contre le Tchèque Tomáš Berdych 8e mondial.
Sur l'herbe (qui n'est pas sa surface de prédilection), il réalise une superbe semaine à Nottingham en venant à bout d'adversaires coriaces comme Stéphane Robert, Daniel Evans, puis Márcos Baghdatís (6-4, 4-6, 7-68) en quart, avant de battre le grand serveur luxembourgeois Gilles Müller (3-6, 7-63, 6-4), et ainsi se qualifier pour sa première finale sur cette surface. Il perd cependant contre Steve Johnson (65-7, 5-7) dans un match serré.
Revenant sur terre battue en juillet au tournoi de Hambourg, il se qualifie pour la finale sans trop de difficulté sans perdre de set, mais montre beaucoup de fébrilité contre Martin Kližan (1-6, 4-6), passant complètement à côté de sa finale.

### 2017 - Troisième titre consécutif à São Paulo et première demi-finale en Masters 1000
À São Paulo, il bat les Argentins Facundo Bagnis et Diego Schwartzman, puis la tête de série numéro 1, Pablo Carreño-Busta (6-3, 7-62). En finale, interrompu par la pluie et se jouant sur deux jours, Cuevas fini par battre Albert Ramos-Viñolas au bout du suspense (63-7, 6-4, 6-4) en s'offrant le point final sur un service à la cuillère au bout de trois heures de match. Il remporte le premier titre de sa saison, et un troisième titre consécutif à São Paulo.
Au Masters d'Indian Wells, il bat l'irrégulier Martin Kližan (7-63, 7-65), Fabio Fognini (6-1, 6-4) et le 12e mondial, le Belge David Goffin (6-3, 3-6, 6-3) pour se qualifier pour la première fois en quart de finale d'un Masters 1000. Mais il perd contre Pablo Carreño-Busta (1-6, 6-3, 64-7) après avoir manqué deux balles de match.
Il commence la saison sur terre battue européenne avec le Masters de Monte-Carlo. Il s'impose facilement contre Viktor Troicki et João Sousa pour se hisser en huitième. Il vainc facilement (6-4, 6-4) le 3e mondial, Stanislas Wawrinka réalisant un gros match notamment au service contre le Suisse, lui permettant d'atteindre son deuxième quart de finale de Masters 1000. Malgré une bonne semaine, il s'incline contre le Français Lucas Pouille (0-6, 6-3, 5-7) après avoir servi pour le match à 5-4 et mené 30-0. En double avec l'Indien Rohan Bopanna, ils éliminent les têtes de séries numéro 5, 1 et 7 : Raven Klaasen/Rajeev Ram, Henri Kontinen/John Peers et Feliciano López/Marc López en 1 h 15 pour remporter le titre. Au Masters de Madrid, il fait office de joueur dangereux sur cette surface, où Pablo passe d'abord difficilement en presque trois heures, Thomaz Bellucci (7-62, 4-6, 7-66) au premier tour passant non loin de la sortie. Puis vainc les Français Nicolas Mahut (5-7, 6-4, 6-4) et Benoît Paire (7-5, 0-6, 6-1) en trois manches dans des matchs avec des hauts et des bas, avant de sortir le jeune Allemand, Alexander Zverev (3-6, 6-0, 6-4) après un magnifique point qui le relancera dans le match. Il se qualifie pour la première fois en demi-finale d'un Masters 1000, mais s'incline en 1 h 23 (4-6, 4-6), contre le no 9 mondial Dominic Thiem.

### 2019
À Roland-Garros, il bat le Français invité Maxime Janvier, puis le Britannique Kyle Edmund sur abandon. Au troisième tour, il perd contre la tête de série no 4, l'Autrichien Dominic Thiem.

### 2023-2024
Après plusieurs blessures consécutives et peu de tournois joués, il annonce le 24 septembre 2024, l'arrêt de sa carrière après 20 ans chez les professionnels. 

## Palmarès

### Titres en simple messieurs
| No | Date       | Nom et lieu du tournoi            | Catégorie | Dotation    | Surface      | Finaliste            | Score          |          |
| -- | ---------- | --------------------------------- | --------- | ----------- | ------------ | -------------------- | -------------- | -------- |
| 1  | 07-07-2014 | Skistar Swedish Open, Båstad      | ATP 250   | 426 605 €   | Terre (ext.) | João Sousa           | 6-2, 6-1       | Parcours |
| 2  | 21-07-2014 | Vegeta Croatia Open, Umag         | ATP 250   | 426 605 €   | Terre (ext.) | Tommy Robredo        | 6-3, 6-4       | Parcours |
| 3  | 09-02-2015 | Brasil Open, São Paulo            | ATP 250   | 444 650 $   | Terre (int.) | Luca Vanni           | 6-4, 3-6, 7-64 | Parcours |
| 4  | 15-02-2016 | Rio Open by Claro, Rio de Janeiro | ATP 500   | 1 333 085 $ | Terre (ext.) | Guido Pella          | 6-4, 65-7, 6-4 | Parcours |
| 5  | 22-02-2016 | Brasil Open, São Paulo            | ATP 250   | 436 220 $   | Terre (ext.) | Pablo Carreño-Busta  | 7-64, 6-3      | Parcours |
| 6  | 27-02-2017 | Brasil Open, São Paulo            | ATP 250   | 455 565 $   | Terre (ext.) | Albert Ramos-Viñolas | 63-7, 6-4, 6-4 | Parcours |

### Finales en simple messieurs
| No | Date       | Nom et lieu du tournoi                  | Catégorie | Dotation    | Surface      | Vainqueur          | Score      |          |
| -- | ---------- | --------------------------------------- | --------- | ----------- | ------------ | ------------------ | ---------- | -------- |
| 1  | 27-04-2015 | TEB BNP Paribas Istanbul Open, Istanbul | ATP 250   | 439 405 €   | Terre (ext.) | Roger Federer      | 6-3, 7-611 | Parcours |
| 2  | 19-06-2016 | Aegon Open Nottingham, Nottingham       | ATP 250   | 648 255 €   | Gazon (ext.) | Steve Johnson      | 7-65, 7-5  | Parcours |
| 3  | 11-07-2016 | German Tennis Championships, Hambourg   | ATP 500   | 1 388 830 € | Terre (ext.) | Martin Kližan      | 6-1, 6-4   | Parcours |
| 4  | 29-04-2019 | Millennium Estoril Open, Estoril        | ATP 250   | 524 340 €   | Terre (ext.) | Stéfanos Tsitsipás | 6-3, 7-64  | Parcours |

### Titres en double messieurs
| No | Date       | Nom et lieu du tournoi                     | Catégorie    | Dotation    | Surface      | Partenaire          | Finalistes                                | Score              |          |
| -- | ---------- | ------------------------------------------ | ------------ | ----------- | ------------ | ------------------- | ----------------------------------------- | ------------------ | -------- |
| 1  | 25-05-2008 | Roland-Garros Paris                        | G. Chelem    | 7 077 680 € | Terre (ext.) | Luis Horna          | Nenad Zimonjić Daniel Nestor              | 6-2, 6-3           | Parcours |
| 2  | 02-02-2009 | Movistar Open Viña del Mar                 | ATP 250      | 445 000 $   | Terre (ext.) | Brian Dabul         | František Čermák Michal Mertiňák          | 6-3, 6-3           | Parcours |
| 3  | 19-10-2009 | Kremlin Cup Moscou                         | ATP 250      | 1 000 000 $ | Dur (int.)   | Marcel Granollers   | František Čermák Michal Mertiňák          | 4-6, 7-5, [10-8]   | Parcours |
| 4  | 08-02-2010 | Brasil Open Costa do Sauípe                | ATP 250      | 442 500 $   | Terre (ext.) | Marcel Granollers   | Łukasz Kubot Oliver Marach                | 7-5, 6-4           | Parcours |
| 5  | 10-05-2015 | Internazionali BNL d'Italia Rome           | Masters 1000 | 3 288 530 € | Terre (ext.) | David Marrero       | Marcel Granollers Marc López              | 6-4, 7-5           | Parcours |
| 6  | 20-02-2017 | Rio Open presented by Claro Rio de Janeiro | ATP 500      | 1 461 560 $ | Terre (ext.) | Pablo Carreño-Busta | Juan Sebastián Cabal Robert Farah         | 6-4, 5-7, [10-8]   | Parcours |
| 7  | 16-04-2017 | Monte-Carlo Rolex Masters Monte-Carlo      | Masters 1000 | 4 273 775 € | Terre (ext.) | Rohan Bopanna       | Feliciano López Marc López                | 6-3, 3-6, [10-4]   | Parcours |
| 8  | 31-07-2017 | Generali Open Kitzbühel                    | ATP 250      | 482 060 €   | Terre (ext.) | Guillermo Durán     | Hans Podlipnik-Castillo Andrei Vasilevski | 6-4, 4-6, [12-10]  | Parcours |
| 9  | 23-10-2017 | Erste Bank Open Vienne                     | ATP 500      | 2 035 415 € | Dur (int.)   | Rohan Bopanna       | Marcelo Demoliner Sam Querrey             | 7-67, 64-7, [11-9] | Parcours |

### Finales en double messieurs
| No | Date       | Nom et lieu du tournoi                    | Catégorie   | Dotation    | Surface      | Vainqueurs                      | Partenaire        | Score             |          |
| -- | ---------- | ----------------------------------------- | ----------- | ----------- | ------------ | ------------------------------- | ----------------- | ----------------- | -------- |
| 1  | 14-04-2008 | US Men's Clay Court Championship Houston  | Int' Series | 411 000 $   | Terre (ext.) | Ernests Gulbis Rainer Schüttler | Marcel Granollers | 7-5, 7-63         | Parcours |
| 2  | 03-05-2010 | Estoril Open Estoril                      | ATP 250     | 398 250 €   | Terre (ext.) | Marc López David Marrero        | Marcel Granollers | 61-7, 6-4, [10-4] | Parcours |
| 3  | 23-09-2013 | Malaysian Open Kuala Lumpur               | ATP 250     | 875 500 $   | Dur (int.)   | Eric Butorac Raven Klaasen      | Horacio Zeballos  | 6-2, 6-4          | Parcours |
| 4  | 10-02-2014 | Copa Claro Buenos Aires                   | ATP 250     | 488 890 $   | Terre (ext.) | Marcel Granollers Marc López    | Horacio Zeballos  | 7-5, 6-4          | Parcours |
| 5  | 28-04-2014 | Portugal Open Oeiras                      | ATP 250     | 426 605 €   | Terre (ext.) | Santiago González Scott Lipsky  | David Marrero     | 6-3, 3-6, [10-8]  | Parcours |
| 6  | 21-06-2015 | Aegon Open Nottingham Nottingham          | ATP 250     | 589 160 €   | Gazon (ext.) | Chris Guccione André Sá         | David Marrero     | 6-2, 7-5          | Parcours |
| 7  | 18-04-2016 | Barcelona Open Banc Sabadell Barcelone    | ATP 500     | 2 152 690 € | Terre (ext.) | Bob Bryan Mike Bryan            | Marcel Granollers | 7-5, 7-5          | Parcours |
| 8  | 24-07-2017 | German Open Tennis Championships Hambourg | ATP 500     | 1 499 940 € | Terre (ext.) | Ivan Dodig Mate Pavić           | Marc López        | 6-3, 6-4          | Parcours |

## Parcours dans les tournois duGrand Chelem

### En simple
| Année | Open d'Australie | Open d'Australie | Internationaux de France | Internationaux de France | Wimbledon       | Wimbledon        | US Open         | US Open          |
| ----- | ---------------- | ---------------- | ------------------------ | ------------------------ | --------------- | ---------------- | --------------- | ---------------- |
| 2007  | —                | —                | —                        | —                        | —               | —                | 1er tour (1/64) | Andy Murray      |
| 2008  | —                | —                | 1er tour (1/64)          | F. González              | —               | —                | 1er tour (1/64) | Gaël Monfils     |
| 2009  | —                | —                | —                        | —                        | 2e tour (1/32)  | Jesse Levine     | 2e tour (1/32)  | Daniel Köllerer  |
| 2010  | 1er tour (1/64)  | Feliciano López  | 1er tour (1/64)          | J. C. Ferrero            | —               | —                | 2e tour (1/32)  | Mardy Fish       |
| 2011  | 1er tour (1/64)  | Frederico Gil    | 1er tour (1/64)          | Antonio Veić             | —               | —                | —               | —                |
|       |                  |                  |                          |                          |                 |                  |                 |                  |
| 2013  | —                | —                | 2e tour (1/32)           | Gilles Simon             | —               | —                | 1er tour (1/64) | Janko Tipsarević |
| 2014  | —                | —                | 2e tour (1/32)           | F. Verdasco              | 1er tour (1/64) | Radek Štěpánek   | 1er tour (1/64) | Kevin Anderson   |
| 2015  | 1er tour (1/64)  | M. Bachinger     | 3e tour (1/16)           | Gaël Monfils             | 1er tour (1/64) | Denis Kudla      | 2e tour (1/32)  | Fabio Fognini    |
| 2016  | 2e tour (1/32)   | Nick Kyrgios     | 3e tour (1/16)           | Tomáš Berdych            | 1er tour (1/64) | Andrey Kuznetsov | 2e tour (1/32)  | Nicolás Almagro  |
| 2017  | 1er tour (1/64)  | D. Schwartzman   | 3e tour (1/16)           | F. Verdasco              | —               | —                | 1er tour (1/64) | Damir Džumhur    |
| 2018  | 2e tour (1/32)   | Ryan Harrison    | 2e tour (1/32)           | Kevin Anderson           | 1er tour (1/64) | Simone Bolelli   | —               | —                |
| 2019  | 2e tour (1/32)   | Grigor Dimitrov  | 3e tour (1/16)           | Dominic Thiem            | 2e tour (1/32)  | Jiří Veselý      | 2e tour (1/32)  | Kamil Majchrzak  |
| 2020  | 1er tour (1/64)  | Gilles Simon     | 2e tour (1/32)           | Stéfanos Tsitsipás       | Annulé          | Annulé           | 1er tour (1/64) | Jack Sock        |
| 2021  | 2e tour (1/32)   | Alex de Minaur   | 2e tour (1/32)           | Novak Djokovic           | 1er tour (1/64) | Laslo Djere      | 1er tour (1/64) | Ernesto Escobedo |
| 2022  | —                | —                | 2e tour (1/32)           | Aljaž Bedene             | —               | —                | —               | —                |

N.B. : à droite du résultat se trouve le nom de l'ultime adversaire.

### En double
| Année | Open d'Australie            | Open d'Australie          | Internationaux de France     | Internationaux de France   | Wimbledon                    | Wimbledon                   | US Open                       | US Open                     |
| ----- | --------------------------- | ------------------------- | ---------------------------- | -------------------------- | ---------------------------- | --------------------------- | ----------------------------- | --------------------------- |
| 2007  | —                           | —                         | 1/8 de finale C. Berlocq     | M. Kohlmann R. Schüttler   | —                            | —                           | 2e tour (1/16) W. Eschauer    | J. Erlich Andy Ram          |
| 2008  | —                           | —                         | Victoire Luis Horna          | D. Nestor N. Zimonjić      | —                            | —                           | 2e tour (1/16) Luis Horna     | R. De Voest A. Fisher       |
| 2009  | —                           | —                         | 1/8 de finale Luis Horna     | I. Kunitsyn D. Toursounov  | 1er tour (1/32) L. Mayer     | T. Parrott F. Polášek       | 1/8 de finale J. I. Chela     | I. Ljubičić M. Llodra       |
| 2010  | —                           | —                         | —                            | —                          | —                            | —                           | 2e tour (1/16) J. I. Chela    | M. Melo Bruno Soares        |
| 2011  | 1er tour (1/32) E. Schwank  | P. Andújar D. Gimeno      | 1er tour (1/32) L. Dlouhý    | M. González K. Nishikori   | —                            | —                           | —                             | —                           |
|       |                             |                           |                              |                            |                              |                             |                               |                             |
| 2013  | —                           | —                         | 1/2 finale H. Zeballos       | M. Llodra N. Mahut         | —                            | —                           | 1/8 de finale H. Zeballos     | A. Peya Bruno Soares        |
| 2014  | —                           | —                         | 2e tour (1/16) H. Zeballos   | Jack Sock João Sousa       | 1/8 de finale D. Marrero     | D. Nestor N. Zimonjić       | 1er tour (1/32) H. Zeballos   | C. Berlocq L. Mayer         |
| 2015  | 1/4 de finale D. Marrero    | S. Bolelli F. Fognini     | 2e tour (1/16) D. Marrero    | C. Berlocq L. Mayer        | 1er tour (1/32) D. Marrero   | T. C. Huey Scott Lipsky     | 1er tour (1/32) D. Marrero    | Tommy Haas R. Štěpánek      |
| 2016  | 1/2 finale M. Granollers    | D. Nestor R. Štěpánek     | 1/4 de finale M. Granollers  | Łukasz Kubot A. Peya       | 1/8 de finale M. Granollers  | J. Marray A. Shamasdin      | 1er tour (1/32) M. Granollers | D. Marrero F. Verdasco      |
| 2017  | 2e tour (1/16) R. Bopanna   | Alex Bolt B. Mousley      | 1/8 de finale R. Bopanna     | Jamie Murray Bruno Soares  | —                            | —                           | 2e tour (1/16) R. Bopanna     | S. Bolelli F. Fognini       |
| 2018  | 1er tour (1/32) H. Zeballos | J. Chardy F. Martin       | 2e tour (1/16) M. Granollers | S. Johnson Jack Sock       | 2e tour (1/16) M. Granollers | Kevin Krawietz Andreas Mies | —                             | —                           |
| 2019  | 2e tour (1/16) F. Verdasco  | Rajeev Ram Joe Salisbury  | 2e tour (1/16) F. López      | M. Kukushkin Joran Vliegen | 1er tour (1/32) R. Bopanna   | Marcus Daniell W. Koolhof   | 1er tour (1/32) Steve Johnson | J.S. Cabal Robert Farah     |
| 2020  | 2e tour (1/16) Guido Pella  | M. Granollers H. Zeballos | 1/8 de finale F. López       | N. Monroe Tommy Paul       | Annulé                       | Annulé                      | —                             | —                           |
| 2021  | 1er tour (1/32) Guido Pella | M. Ebden J.-P. Smith      | 1er tour (1/32) Guido Pella  | P. Andújar P. Martínez     | —                            | —                           | 1er tour (1/32) A. Mannarino  | Tomislav Brkić Nikola Čačić |

N.B. : le nom du partenaire se trouve sous le résultat ; le nom des ultimes adversaires se trouve à droite.

### En double mixte
| Année | Open d'Australie               | Open d'Australie          | Internationaux de France | Internationaux de France | Wimbledon | Wimbledon | US Open                    | US Open                     |
| ----- | ------------------------------ | ------------------------- | ------------------------ | ------------------------ | --------- | --------- | -------------------------- | --------------------------- |
| 2010  | —                              | —                         | —                        | —                        | —         | —         | 1/4 de finale Gisela Dulko | K. Peschke A.-U.-H. Qureshi |
|       |                                |                           |                          |                          |           |           |                            |                             |
| 2015  | 1/2 finale Hsieh Su-wei        | M. Hingis Leander Paes    | —                        | —                        | —         | —         | —                          | —                           |
|       |                                |                           |                          |                          |           |           |                            |                             |
| 2017  | 1er tour (1/16) M. J. Martínez | K. Siniaková Bruno Soares | —                        | —                        | —         | —         | —                          | —                           |

N.B. : le nom de la partenaire se trouve sous le résultat ; le nom des ultimes adversaires se trouve à droite.

## Parcours dans lesMasters 1000

### En simple
| Année | Indian Wells              | Miami               | Monte-Carlo              | Rome                   | Hambourg puis Madrid     | Canada               | Cincinnati           | Madrid puis Shanghai  | Paris                   |
| ----- | ------------------------- | ------------------- | ------------------------ | ---------------------- | ------------------------ | -------------------- | -------------------- | --------------------- | ----------------------- |
| 2008  | —                         | 2e tour F. González | —                        | 1er tour Juan Mónaco   | —                        | —                    | —                    | —                     | —                       |
| 2009  | —                         | —                   | —                        | —                      | —                        | —                    | —                    | —                     | 1er tour I. Karlović    |
| 2010  | 2e tour V. Troicki        | 1er tour M. İlhan   | —                        | 1er tour Kohlschreiber | 1er tour J. I. Chela     | —                    | —                    | —                     | —                       |
| 2011  | 2e tour R. Gasquet        | 3e tour G. Simon    | —                        | 1er tour Ł. Kubot      | —                        | —                    | —                    | —                     | —                       |
|       |                           |                     |                          |                        |                          |                      |                      |                       |                         |
| 2014  | —                         | —                   | —                        | —                      | —                        | —                    | —                    | 1er tour Ivan Dodig   | 2e tour G. Dimitrov     |
| 2015  | 3e tour F. López          | 2e tour T. Bellucci | —                        | 2e tour R. Federer     | 1er tour A. Ramos        | 1er tour T. Bellucci | 1er tour R. Bautista | 1er tour V. Troicki   | 1er tour A. Seppi       |
| 2016  | 2e tour Guido Pella       | 3e tour G. Monfils  | 2e tour M. Raonic        | 1er tour N. Mahut      | 1/8 de finale N. Kyrgios | —                    | 2e tour R. Nadal     | 1er tour Wu Di        | 1/8 de finale M. Raonic |
| 2017  | 1/4 de finale P. Carreño  | 2e tour B. Paire    | 1/4 de finale L. Pouille | 2e tour D. Thiem       | 1/2 finale D. Thiem      | —                    | —                    | 1er tour J. Donaldson | 1/8 de finale R. Nadal  |
| 2018  | 1/8 de finale Chung Hyeon | —                   | 1er tour F. Verdasco     | 1er tour M. Cecchinato | 1/8 de finale John Isner | —                    | —                    | —                     | —                       |
| 2019  | —                         | 1er tour D. Lajović | —                        | —                      | —                        | —                    | —                    | 1er tour C. Garín     | 1er tour C. Garín       |
|       |                           |                     |                          |                        |                          |                      |                      |                       |                         |
| 2022  | 1er tour F. Coria         | —                   | —                        | —                      | —                        | —                    | —                    | —                     | —                       |

N.B. : sous le résultat se trouve le nom de l’ultime adversaire.

## Victoires sur le top 10
Toutes ses victoires sur des joueurs classés dans le top 10 de l'ATP lors de la rencontre.
| Légende      |
| Grand Chelem |
| Masters 1000 |
| 500 Series   |
| 250 Series   |
| Coupe Davis  |

| # | P.C.  | Tournoi        | Année | Surface      | Adversaire         | Rang | Tour | Score             |
| - | ----- | -------------- | ----- | ------------ | ------------------ | ---- | ---- | ----------------- |
| 1 | no 67 | Miami          | 2011  | Dur          | Andy Roddick       | no 8 | 1/32 | 6-4, 7-64         |
| 2 | no 37 | Pékin          | 2015  | Dur          | Tomáš Berdych      | no 5 | 1/16 | 6-4, 6-4          |
| 3 | no 45 | Rio de Janeiro | 2016  | Terre battue | Rafael Nadal       | no 5 | 1/2  | 6-7, 7-63, 6-4    |
| 4 | no 27 | Monte-Carlo    | 2017  | Terre battue | Stanislas Wawrinka | no 3 | 1/8  | 6-4, 6-4          |
| 5 | no 34 | Indian Wells   | 2018  | Dur          | Dominic Thiem      | no 6 | 1/16 | 3-6, 6-4, 4-2 ab. |

## Classements ATP en fin de saison
| Année          | 2004 | 2005 | 2006 | 2007 | 2008 | 2009 | 2010 | 2011 | 2012 | 2013 | 2014 | 2015 | 2016 | 2017 | 2018 | 2019 | 2020 | 2021 | 2022 |
| Rang en simple | 844  | 411  | 266  | 117  | –    | 50   | 63   | 142  | –    | 221  | 30   | 40   | 22   | 32   | 89   | 45   | 67   | 98   | 261  |
| Rang en double | 1119 | 352  | 193  | 59   | –    | 40   | 62   | 210  | –    | 63   | 54   | 34   | 34   | 21   | 44   | 124  | 114  | 170  | 412  |

Source : (en) Classements de Pablo Cuevas sur le site officiel de la Fédération internationale de tennis